# ماركوس هوفر
ماركوس هوفر (بالألمانية: Markus Hofer)‏ هو نحات نمساوي، ولد في 1977 في النمسا العليا في النمسا.